# Ray Houghton
Raymond James Houghton (9 de gener de 1962) és un exfutbolista irlandès de les dècades de 1980 i 1990, escocès de naixement.
Fou internacional amb la selecció de la República d'Irlanda amb la qual participà en la Copa del Món de futbol de 1990 i 1994. Fou l'autor dels gols de la victòria sobre Anglaterra per 1-0 a l'Eurocopa 1988 i sobre Itàlia al Mundial de 1994.
Pel que fa a clubs, defensà els colors de Liverpool FC com a principal club. També jugà a Fulham, Aston Villa, Crystal Palace o Reading.

## Palmarès
Oxford United
- League Cup: 1985-86

Liverpool
- Football League First Division: 1987-88, 1989-90
- FA Cup: 1988-89, 1991-92
- FA Charity Shield: 1990

Aston Villa
- League Cup: 1993-94